# Numizmatika
Numizmátika je pomožna zgodovinska veda, ki preučuje novce oziroma denar in zbirateljski konjiček, ki se ukvarja z zbiranjem in preučevanjem kovancev in bankovcev. Beseda numizmatika izvira iz grške besede nomisma, kar pomeni denar. Eden prvih sistematičnih numizmatikov je bil francoski renesančni humanist Guillaume Budé.